# Emissielijn

Emissielijnen in het zichtbare spectrum van waterstof

Emissielijnen in het zichtbare spectrum van ijzer

Een emissielijn is een oplichtende spectraallijn in het spectrum van de elektromagnetische straling die uitgezonden wordt door een stralingsbron. Het totaal van de emissielijnen vormt het emissiespectrum van de bron. Emissielijnen staan als begrip tegenover absorptielijnen: donkere lijnen in een oplichtend spectrum.

## Verklaring
Een voorwerp kan licht uitzenden als atomen in het voorwerp energie verliezen. Dit gebeurt wanneer een elektron van een hoger energieniveau tot een lager energieniveau vervalt.
De reden hiervan is dat elektronen in een bepaalde stof alleen heel specifieke energieniveaus kunnen hebben die kwantummechanisch bepaald zijn. Als een elektron van een hoger naar een lager energieniveau vervalt, wordt er een foton uitgezonden dat een energie (ofwel golflengte) heeft die overeenkomt met het verschil tussen de twee energieniveaus volgens
{\displaystyle E=h\nu }
met {\displaystyle h} de constante van Planck.